# Cteniloricaria fowleri
Cteniloricaria fowleri är en fiskart som först beskrevs av Pellegrin, 1908.  Cteniloricaria fowleri ingår i släktet Cteniloricaria och familjen Loricariidae. Inga underarter finns listade i Catalogue of Life.